# Epirrita autumnata
Espèce
Epirrita autumnata, l’Épirrite automnale, est une espèce de lépidoptères (papillons) de la famille des Geometridae, de la sous-famille des Larentiinae.
Eurasiatiaque, de l'Europe jusqu'au Japon, presque partout en France.
Ses larves sont des chenilles arpenteuses polyphages responsables certaines années de destructions massives dans des forêts de bouleaux pubescents de Laponie.